# بيليه للأبد
بيليه للأبد (بالبرتغالية: Pele Eterno) هو فيلم وثائقي برازيلي عام 2004 من إخراج أنيبال مسايني نيتو. إنه يتتبع حياة نجم كرة القدم البرازيلي بيليه ومسيرته المهنية، أحد أعظم لاعبي كرة القدم في كل العصور، منذ طفولته الفقيرة نشأ في مدينة صغيرة، حتى الوقت الحاضر.
يتضمن الفيلم أعظم إنجازات بيليه، والألقاب، والحقائق المثيرة للاهتمام حول حياته، ولم يسبق له مثيل في اللقطات، وشهادات من شخصيات مثل زيتو، بيبي، ماريو زاغالو، توستاو، ريفيلينو، كارلوس ألبرتو توريس، والعديد من الآخرين.

## وصلات خارجية
- بيليه للأبد  في قاعدة بيانات الأفلام على الإنترنت (بالإنجليزية)